# Mẹ biển
Mẹ biển là một bộ phim truyền hình được thực hiện bởi Trung tâm Phim truyền hình Việt Nam do Nguyễn Phương Điền làm đạo diễn. Phim phát sóng vào lúc 21h00 thứ 2 đến thứ 6 hàng tuần bắt đầu từ ngày 17 tháng 3 năm 2025 và kết thúc vào ngày 30 tháng 5 năm 2025 trên kênh VTV1.

## Nội dung
Làng biển bình yên bỗng chốc tan hoang sau cơn bão dữ, cướp đi sinh mạng của bao người đàn ông Đại (Trương Minh Quốc Thái) kẻ từng bị phản bội và mất tất cả – bất ngờ trở về sau 20 năm, cay đắng khi biết vợ mình, Hai Thơ (Kim Tuyến) đã nên duyên với kẻ thù không đội trời chung: Ba Sịa (Cao Minh Đạt)  gã đàn ông bị cả làng khinh miệt. Giữa hận thù và yêu thương, giữa quá khứ và hiện tại, cả hai người đàn ông buộc phải đối mặt với số phận. Trong khi đó, Biển (Thanh Thức) đứa trẻ mất tích trong cơn bão  trở về với vết thương cả thể xác lẫn tâm hồn, tìm cách kéo mẹ mình ra khỏi cơn điên loạn. Những bí mật, ân oán, tình người dần hé lộ, đưa tất cả đến một cái kết không ai ngờ tới.

## Diễn viên
- Trần Thị Kim Tuyến trong vai Hai Thơ[2]
- Cao Minh Đạt trong vai Ba Sịa[3]
- Trương Minh Quốc Thái trong vai Đại
- Cao Thái Hà trong vai Huệ[4]
- Minh Dự trong vai Bảy Bóng
- Quyên Qui trong vai Trang
- Trần Minh Đăng trong vai Bến
  - Hữu Khang trong vai Bến (lúc nhỏ)
- Trúc Mây trong vai Lụa
  - Suri Nhã Vy trong vai Lụa (lúc nhỏ)
- Trần Quang Thái trong vai Quân
  - Đức Duy trong vai Quân (lúc nhỏ)
- Phạm Thanh Thức trong vai Biển
  - Huy Khang trong vai Biển (lúc nhỏ)
- Huỳnh Thiên Thọ trong vai Giàu
- Phúc An trong vai Bà Ba Xê
- Nguyễn Hương Giang trong vai Bà Hậu
- Như Ngọc (Lily Chen) trong vai Ba Lành
- Trương Lộc trong vai Ông Vĩnh Râu
- Đỗ Đình Hiếu trong vai Ông Tư Sáng
- Đào Anh Tuấn trong vai Ông Hai Tánh
- Việt Anh trong vai Ông Bảy Rối
- Huy Cường trong vai Mành
- Phạm Hiếu Hiền trong vai Kiểng
- Huỳnh Kiến An trong vai Ông Ba Xê
- Trần Thị Thanh Hiền trong vai Bà Trần Thị Khuynh
- Nam Anh trong vai Hồng
- Huỳnh An trong vai Tám Lọ
- Lê Thanh Phúc trong vai Bảy Huấn
- Hoàng Tâm trong vai Bảy Khởi

Cùng một số diễn viên khác...

## Ca khúc trong phim
| Danh sách nhạc phim theo thứ tự xuất hiện | Danh sách nhạc phim theo thứ tự xuất hiện | Danh sách nhạc phim theo thứ tự xuất hiện | Danh sách nhạc phim theo thứ tự xuất hiện | Danh sách nhạc phim theo thứ tự xuất hiện |
| STT                                       | Nhan đề                                   | Phổ lời                                   | Thể hiện                                  | Thời lượng                                |
| ----------------------------------------- | ----------------------------------------- | ----------------------------------------- | ----------------------------------------- | ----------------------------------------- |
| 1.                                        | "Bão lòng"                                | Khánh Đơn                                 | Nhật Kim Anh                              | 6:48                                      |
| 2.                                        | "Mẹ biển"                                 | Alex Vũ                                   | Lily Chen                                 | 3:34                                      |

## Sản xuất
Mẹ biển do Nguyễn Phương Điền làm đạo diễn, kịch bản của phim được chấp bút bởi nhóm biên kịch Kim Li Bắc, Ngọc Bích.
Vai chính của phim lần lượt được giao cho Kim Tuyến, Cao Minh Đạt, Trương Minh Quốc Thái, Trần Quang Thái. Trong đó, tác phẩm lần này đã đánh dấu sự tái hợp của Cao Minh Đạt, Cao Thái Hà và Lily Chen sau của bộ phim Mẹ rơm, Quang Thái sau của bộ phim Thương con cá rô đồng, Trương Minh Quốc Thái sau của bộ phim Lửa ấm.
Buổi họp báo ra mắt bộ phim tổ chức vào ngày 10 tháng 3 năm 2025 tại Hồ Chí Minh, Tác phẩm sau đó chính thức lên sóng vào lúc 21h00 từ thứ 2 đến thứ 6 hàng tuần trên VTV1, bắt đầu từ ngày 17 tháng 3 cùng năm sau khi Không thời gian kết thúc.